# Gmina Gorzkowice
Gorzkowice ist ein Dorf und Sitz der gleichnamigen Gemeinde im Powiat Piotrkowski der Woiwodschaft Łódź, Polen.

## Gemeinde
Zur Landgemeinde Gorzkowice gehören 21 Ortsteile mit einem Schulzenamt:
Bujnice
Bujniczki
Cieszanowice
Daniszewice
Gorzkowice
Gorzkowiczki
Gościnna
Grabostów
Kolonia Krzemieniewice
Kotków
Krosno
Krzemieniewice
Marianek
Plucice
Sobaków
Sobakówek
Szczepanowice
Szczukocice
Wilkoszewice
Wola Kotkowska
Żuchowice
Weitere Ortschaften der Gemeinde sind:
Białek
Borzęcin
Bujnice-Kolonia
Bujnice ZR
Bukowina
Czerno
Grabowiec
Jadwinów
Józefina
Kamienny Most
Kolonia Gorzędów
Kolonia Kotków
Kolonia Plucice
Kolonia Żuchowice
Komorniki
Kopanina
Krosno-Biadów
Krosno-Bugaj
Krosno-Dąbrowy
Krosno-Huby
Krosno-Ludwików
Pieńki Gorzkowskie
Pieńki Stolarskie
Poręba Sobaków
Porosło
Rdułtowice
Rdułtowskie Góry
Rogów
Ryszardów
Sosnowiec

## Verkehr
Der Bahnhof Gorzkowice und der Haltepunkt Wilkoszewice an der Bahnstrecke Warszawa–Katowice liegen im Gemeindegebiet.